# Oihane Cabezas-Basurko
Oihane Cabezas-Basurko (Irún, 1980) es una investigadora española especializada en la basura marina y la conservación del océano.

## Trayectoria
Basurko es licenciada en Ciencias Ambientales y graduada superior en Tecnología Ambiental por la Universidad de Gerona, habiendo completado su doctorado en el campo de la evaluación de la sostenibilidad de las tecnologías marinas en la Universidad de Newcastle (Reino Unido). En 2010 Basurko se convirtió en la responsable de los estudios sobre basuras marinas en el centro tecnológico AZTI, enfocado en el desarrollo de tecnologías para ayudar a las instituciones a adoptar conductas enfocadas en la sostenibilidad y la economía circular, tanto en relación con la contaminación por basuras marinas como a la descarbonización.
Desde 2023 es la coordinadora del proyecto SEARCULAR,cuya finalidad es desarrollar soluciones prácticas como el uso de materiales más sostenibles y biodegradables, con el objetivo de "reducir significativamente la contribución de la industria pesquera a la basura marina y los microplásticos mediante la implementación de enfoques circulares innovadores".Según Basurko:

"Pretendemos proporcionar a las administraciones herramientas para que puedan gestionar la basura marina flotante de un modo más eficiente y sostenible. A pesar de que muchas veces no se vea, la basura está ahí. Todavía no sabemos la proporción de plástico en la basura que flota en el Golfo de Vizcaya, pero hay muchos restos de redes, cabos, hilo de pescar... También hay plásticos de tierra -botellas, vasos y embalajes- y mucho más microplásticos de lo que creíamos."

## Reconocimientos
En 2022 recibió el Premio Fundación Banco Sabadell a la Sostenibilidad Marina, por "su trayectoria profesional excelente y la gran diversidad de líneas de investigación que ha abordado en su carrera en el ámbito de la sostenibilidad y la economía circular".